# Caprimulgus climacurus
Caprimulgus climacurus là một loài chim trong họ Caprimulgidae.